# Smalsnuitdraakvis
De smalsnuitdraakvis (Harriotta raleighana) is een vis uit de familie langneusdraakvissen. De vis komt voor in de Atlantische Oceaan en de Grote Oceaan. De soort kan een lengte bereiken van 120 cm  en komt voor op diepten van 200 - 2600 m.